# جوزيف إف. فايس جونيور
جوزيف إف. فايس جونيور (بالإنجليزية: Joseph F. Weis, Jr.)‏ هو قاضي ومحامي أمريكي، ولد في 12 مارس 1923 في بيتسبرغ في الولايات المتحدة، وتوفي في 19 مارس 2014 في Fox Chapel, Pennsylvania ‏ في الولايات المتحدة.